# 서울독립문초등학교
서울독립문초등학교는 대한민국 서울특별시 종로구 무악동에 있는 공립 초등학교이다.

## 학교 연혁
- 1957년 9월 28일 : 서울독립문국민학교 개교(설립인가 4월 1일, 개교 11학급)
- 1959년 2월 27일 : 제1회 졸업식 (남 88명, 여 71명, 계 159명)
- 1996년 3월 1일 : 서울독립문초등학교로 개칭
- 2000년 3월 1일 : 학교건물 개축(20학급)
- 2016년 12월 27일 : 학부모회 학교교육 참여 부문 교육부장관상 수상
- 2020년 2월 12일 : 제62회 졸업 (남 42명, 여 45명, 계 87명)[2]

## 같이 보기
- 독립문